# Mačvanska banovina
Mačvanska banovina (mađarski Macsói bánság) bila je banovina smještena na samom jugu srednjovjekovne Ugarske. Osnovao ju je ugarsko-hrvatski kralj Bela IV. godine 1247. kao utočište svom zetu Rastislavu Mstislaviću. Banovina je dobila ime pod gradu Mačvi, ali lokacija ovog naselja je diskutabilna; vjeruje se da je grad Mačva postojao nekoliko kilometara južno od današnjeg Šabca.
Mačvanska je banovina postojala najvjerojatnije do godine 1476., premda neki, osobito mađarski, izvori navode, da je to bilo nešto duže, jer je naslov mačvanskog bana posljednji nosio Lovro Iločki, i to od 1477. do 1492., odnosno 1496. godine. Na slici desno je prikaz banovine godine 1490.

## Popis banova Mačve
(popis nepotpun)
- Rastislav Mstislavić (odbjegli ruski princ) 1247.
- Bela od Macsósága (unuk kralja Bele IV.) 1262. – 1272.
- Stefan Dragutin 1284. – 1316.
- Stefan Vladislav II. 1316. – 1317.
- Pavao I. Gorjanski 1320. – 1328.
- János Alsáni 1328. - 1334.
- Pál Alsáni
- Nikola I. Gorjanski 1354. – 1375.
- Ivan Horvat 1377. – 1383.
- Stjepan I. Korogy 1383. – 1386.
- Ivan Horvat 1386. – 1387.
- Nikola II. Gorjanski 1387. – 1390.
- Juraj I. Lacković 1392. – 1393.
- Stjepan I. Korogy 1394. – 1397.
- Ivan Morovićki od Gut-Keleda 1397. – 1410.
- Ladislav Iločki 1410. – 1418.
- Mirko Iločki 1410. – 1419.
- Deziderij Gorjanski 1419. – 1426.
- Ivan Morovićki od Gut-Keleda 1427. – 1428.
- Stjepan Iločki 1429. – 1430.
- Dezsö Bánfi Gorjanski  ? – 1440.
- Ladislav IV. Gorjanski 1436. – 1442., 1443. – 1446.[1]
- Ladislav Morovićki od Gut-Keleda 1442. – 1443.
- Imre Héderváry 1442. – 1445.
- Ivan II. Korogy 1447. – 1456.
- Nikola Iločki 1438. – 1458.
- Job Gorjanski 1474. - ?, usporedno s Matijom Morovićkim (Matijašem Marovićem)[1]
- Matija Morovićki od Gut-Keleda 1469. – 1476.
- Lovro Iločki 1511. – 1524.

## Vanjske poveznice
- Mađarski katolički leksikon: Mačvanska banovina 1247-1496.